# Bagne de Rochefort
Le bagne de Rochefort est un établissement pénitentiaire aujourd'hui disparu. Jadis situé dans la ville de Rochefort, il est en activité de 1766 à 1852. Il fait partie en France métropolitaine des trois « grands bagnes » qui, avec le bagne de Toulon (1748-1873) et le bagne de Brest (1749-1858), ont eu une réelle importance.

## Présentation
À partir de 1748, les galères ne sont plus utilisées comme navires de guerre par la France. Elles constituaient un système punitif, qu'il faut alors remplacer. Les bagnes, créés cette même année, prennent le relais. Le bagne de Toulon est le premier à ouvrir. La Marine royale y accueille, pour les besoins de l'arsenal de Toulon, les condamnés aux travaux forcés, et met en place un système pragmatique d'utilisation de la force humaine à moindre coût. Elle reproduit l'année suivante ce modèle pour les besoins de l'arsenal de Brest, puis quelques années après pour l'arsenal de Rochefort.
Le bagne de Rochefort est réalisé en 1766, selon un plan préexistant. Conçu pour accueillir simultanément 500 forçats, il en comptera jusqu'à 2 500. Les prisonniers sont employés à tous les travaux de l'arsenal, en particulier les plus pénibles, ceux de la grande fatigue, comme le halage des navires le long de l'estuaire de la Charente (la cordelle), ou la manutention des grosses pièces de bois. La vie au bagne est très hiérarchisée : habillement, durée des condamnations, types de travaux et chaînes dessinent un monde codifié. La cloche rythme la vie des bagnards. L'été, le réveil est à 6 heures. Après l'inspection des fers, les forçats partent au travail. La cloche sonne le soir pour la rentrée au bagne, à 23 heures en été. L'épuisement, la malnutrition, les maladies, l'absence d'hygiène et l'entassement créent les conditions d'une mortalité très élevée.
Au milieu du XIXe siècle, la diffusion de la machine à vapeur, puis des moteurs, accompagnant la révolution industrielle, et la volonté d'expulser les condamnés hors de la société, conduisent à fermer les bagnes de la métropole les uns après les autres.
Les bagnes coloniaux (bagne de Guyane, bagne de Nouvelle-Calédonie) récemment créés prennent la relève. A Rochefort, le bagne clôt définitivement ses portes en 1854, au début du Second Empire. Il est incendié en 1888. Quelques bâtiments subsistant encore aujourd'hui sont occupés par une entreprise de la ville.

## Postérité
De la vie au bagne, on ne sait presque rien aujourd'hui. C'était déjà le cas des contemporains, aux yeux desquels le bagnard incarnait toutes les noirceurs et toutes les souffrances humaines. Au XIXe siècle, il a tout pour devenir un héros romantique et Vautrin chez Honoré de Balzac, ou Jean Valjean, chez Victor Hugo, personnages de fiction, sont les plus célèbres d'entre eux. La réalité du bagne se confond ainsi aujourd'hui facilement avec la fiction.
Ne sont parvenus jusqu'à nous qu'un plan aquarellé du bagne de Rochefort, un manuscrit intitulé Souvenirs du bagne, rédigé en 1841 par un forçat nommé Jean-Joseph Clemens, et un rapport de la statistique du département de la Charente-Inférieure.

## Littérature
Honoré de Balzac évoque le bagne de Rochefort dans son œuvre Splendeurs et misères des courtisanes à propos de l'évasion de Jacques Collin : 
« La dernière évasion de Jacques Collin, une de ses plus belles combinaisons (il était sorti déguisé en gendarme, conduisant Théodore Calvi marchant à ses côtés en forçat), avait eu lieu dans le port de Rochefort, où les forçats meurent dru, et où l'on espérait voir finir ces deux dangereux personnages ».
L'auteur évoque à nouveau le bagne dans les propos qu'il prête à Fil-De-Soie à l'attention d'un novice de la prison de la Force :
« ...la différence qu'il y a entre Brest, Toulon et Rochefort, la voici : à Brest on est sûr de trouver des gourganes (fèves) à la troisième cuillerée, en puisant au baquet ; à Toulon vous n'en avez qu'à la cinquième ; et à Rochefort, on n'en attrape jamais, à moins d'être un ancien ».